# بينا سانت أندريا
بينا سانت أندريا (بالإيطالية: Penna Sant'Andrea)‏ هي بلدية في مقاطعة تيرامو في إقليم أبروتسو الإيطالي.

## السكان
في سنة 1861 بلغ عدد السكان 1٬088 نسمة، وتطور العدد ليصل في سنة 2011 لـ 1٬728 نسمة.
يظهر هذا المخطط البياني تطور النمو السكاني لـ بينا سانت أندريا